# Tomasz Strzyżewski
Tomasz Strzyżewski, znany również jako Thomas Josef Starski (ur. 21 grudnia 1945 w Lublinie) – polski publicysta i działacz emigracyjny.
W 1977 po emigracji do Szwecji opublikował Czarną Księgę Cenzury PRL, ujawniającą mechanizmy funkcjonowania cenzury w PRL.
W 2015 Wydawnictwo Prohibita opublikowało nowe wydanie zatytułowane Wielka księga cenzury PRL w dokumentach.

## Dzieciństwo i lata młodzieńcze

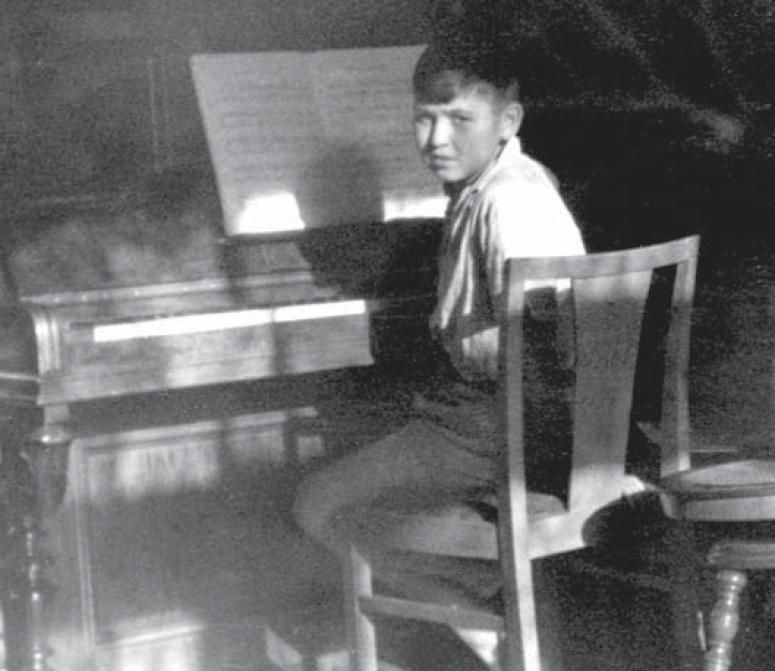
Tomasz Strzyżewski w 1956 roku

Urodził się w rodzinie lekarskiej. Jego ojciec Juwencjusz Strzyżewski kończył wówczas studia medyczne na Uniwersytecie Marii Curie-Skłodowskiej. Cztery lata wcześniej dziadek Wincenty Strzyżewski w stopniu kapitana (pośmiertnie major) padł ofiarą mordu katyńskiego. Dzieciństwo i resztę życia w PRL Tomasz Strzyżewski spędził w Krakowie. Jego introwertyczny charakter (był później określany mianem „milczka”) spowodował konflikt rodzinny i bunt przeciwko metodom wychowawczym ojca. W swojej autobiografii napisał, że spowodowało to zerwanie z religijnością, problemy szkolne i początkową fascynację ustrojem komunistycznym. Jego brat Ryszard określił go jako „nadwrażliwego, zwariowanego romantyka sprawiającego kłopoty”.
Skończył V Liceum Ogólnokształcące im. Augusta Witkowskiego, później studiował w Wyższej Szkole Ekonomicznej w Krakowie. Rozpoczął pisanie pracy dyplomowej, studiów jednak nie ukończył.
Wstąpił do Związku Młodzieży Socjalistycznej, pozostając jego członkiem przez kilka lat. Później zapisał się do Polskiej Zjednoczonej Partii Robotniczej.

## Pierwszy wyjazd do Szwecji
W 1974 ożenił się i postanowił zarobić w Szwecji na mieszkanie. Przed wyjazdem do Szwecji w 1975 zrezygnował z pracy.

## Powrót do Polski i praca w GUKPPIW
Nie udało mu się zrealizować zamierzeń i jeszcze w 1975 wrócił do Polski. W rezultacie musiał ponownie szukać zatrudnienia. Znalazł je za poręczeniem swojego brata w Głównym Urzędzie Kontroli Prasy, Publikacji i Widowisk (GUKPPIW), pomimo że nie spełniał wymogów formalnych.

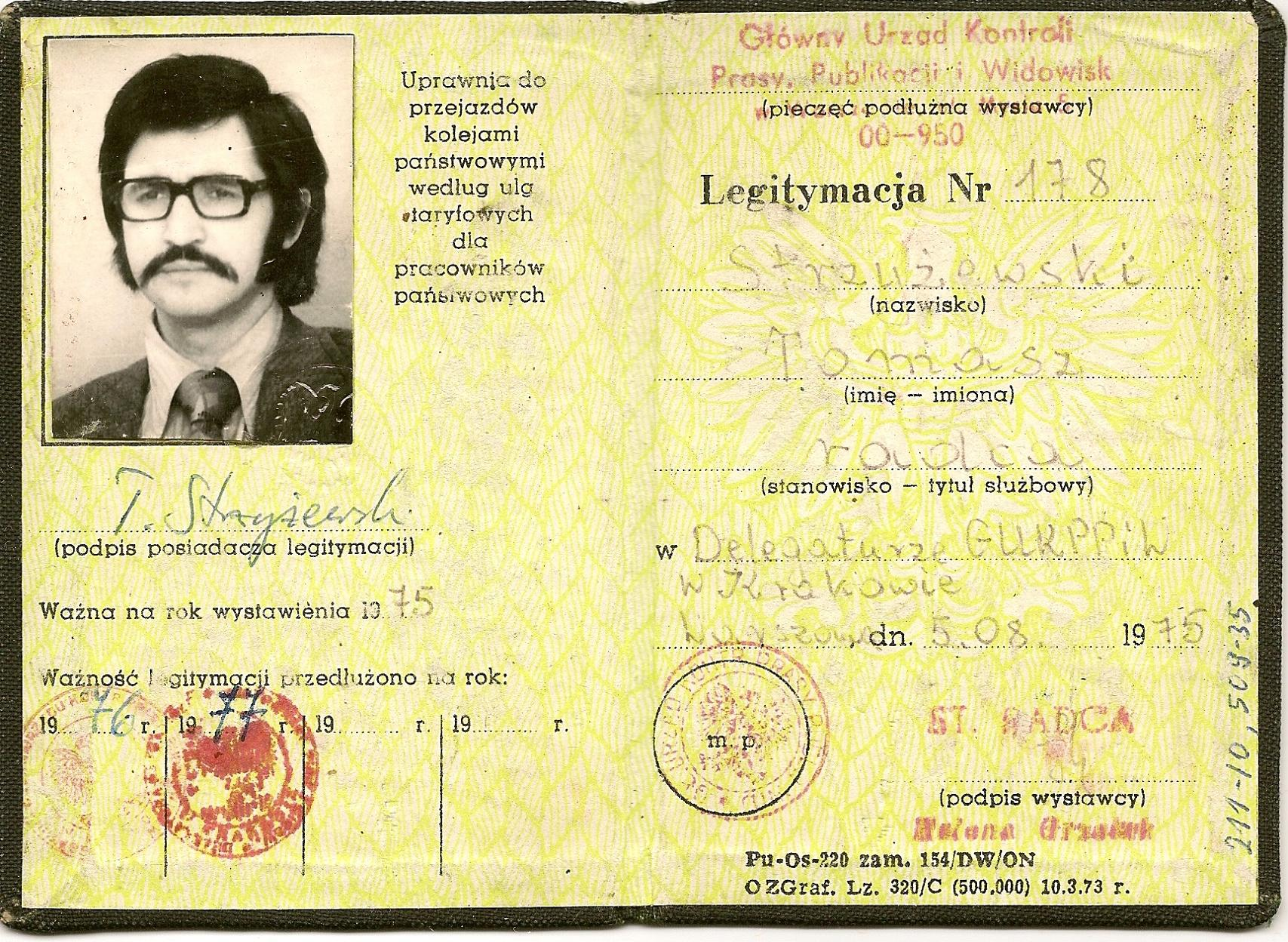
Legitymacja służbowa GUKPPIW

Strzyżewski sam twierdzi, że wcześniej nie wiedział o istnieniu zinstytucjonalizowanej cenzury i przed trafieniem do GUKPPiW nie wiedział, czym się ten urząd zajmował. W swojej książce napisał:

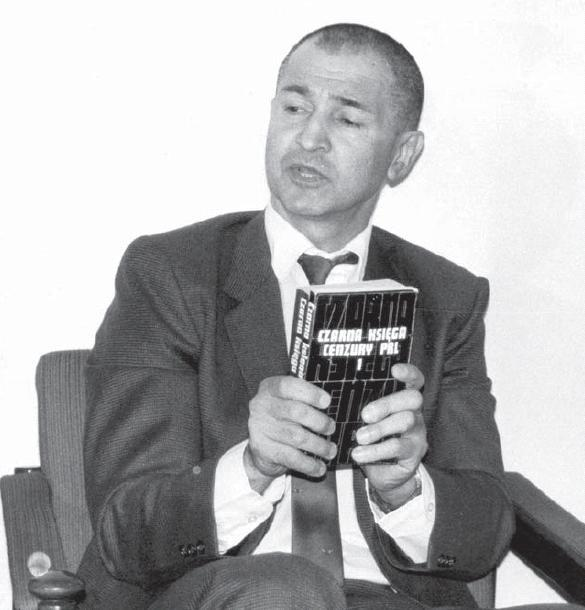
Tomasz Strzyżewski z Czarną Księgą Cenzury PRL

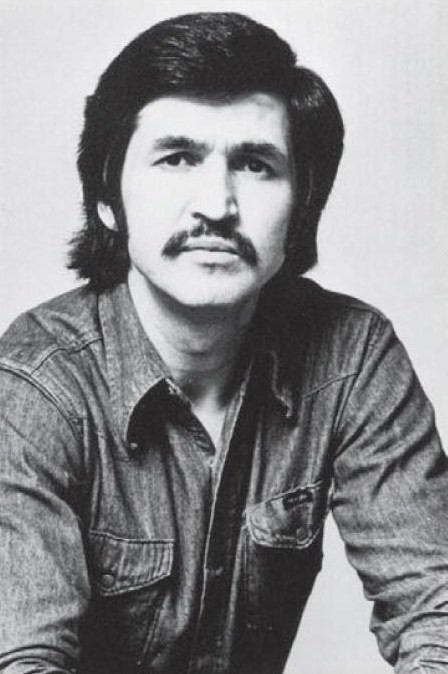
Tomasz Strzyżewski (1977)

Bardzo możliwe, że większość zatrudnionych w GUKPPiW zawczasu poinformowana była o prawdziwym charakterze jego działalności, ale wynikało to po prostu z faktu, iż werbunek do tej pracy odbywał się głównie ze środowisk z cenzurą współpracujących, a więc z aparatu partyjnego i państwowego oraz spośród dziennikarzy i redakcji.

[...] od lat pracowałem i obracałem się w środowisku bardzo odległym od tych kręgów i, co za tym idzie, byłem najgorzej poinformowany o tajemnicach władzy. Byłem zwyczajnym urzędnikiem przedsiębiorstwa usługowo-przemysłowego. Moja przynależność partyjna (której oczywiście bardzo się wstydzę) miała charakter wyłącznie formalny i tak samo bierny, jak w przypadku trzech milionów tzw. szeregowych członków PZPR.

Ponieważ nie miał wcześniej kontaktu ze środowiskami będącymi pod kontrolą cenzury i nie posiadał więc odpowiedniej wiedzy ani przygotowania, musiał więc przejść odpowiednie przeszkolenie i początkowo miał dostęp tylko do mniej ważnych materiałów.
Według relacji Strzyżewskiego, podjęcie przez niego decyzji ujawnienia prawdy o cenzurze nastąpiło po podjęciu tam pracy. W GUKPPiW pracował 18 miesięcy. W tym czasie starał się o paszport, ale odmówiono mu jego wydania z uwagi na wcześniejszy, przedłużony pobyt w Szwecji. Samowolne przedłużenie pobytu za granicą  poskutkowało dwuletnim wstrzymaniem przyznawania paszportu, pomimo składania kilku odwołań. Paszport otrzymał dopiero w 1977 na podstawie poświadczenia urlopu wydanego przez jego ówczesnego przełożonego oraz interwencji brata pracującego w Urzędzie Miasta.
Przez ten okres Strzyżewski przygotowywał, kompletował i kopiował dokumentację w celu jej późniejszego opublikowania i zdemaskowania działalności GUKPPiW. Udało mu się w całości ręcznie przepisać „Księgę Zapisów i Zaleceń GUKPPiW”, do której miał utrudniony dostęp, początkowo tylko w obecności innych współpracowników. Ostatni dyżur w cenzurze poprzedzający urlop pełnił z 9 na 10 marca 1977, do godz. 1.30.

## Drugi wyjazd do Szwecji

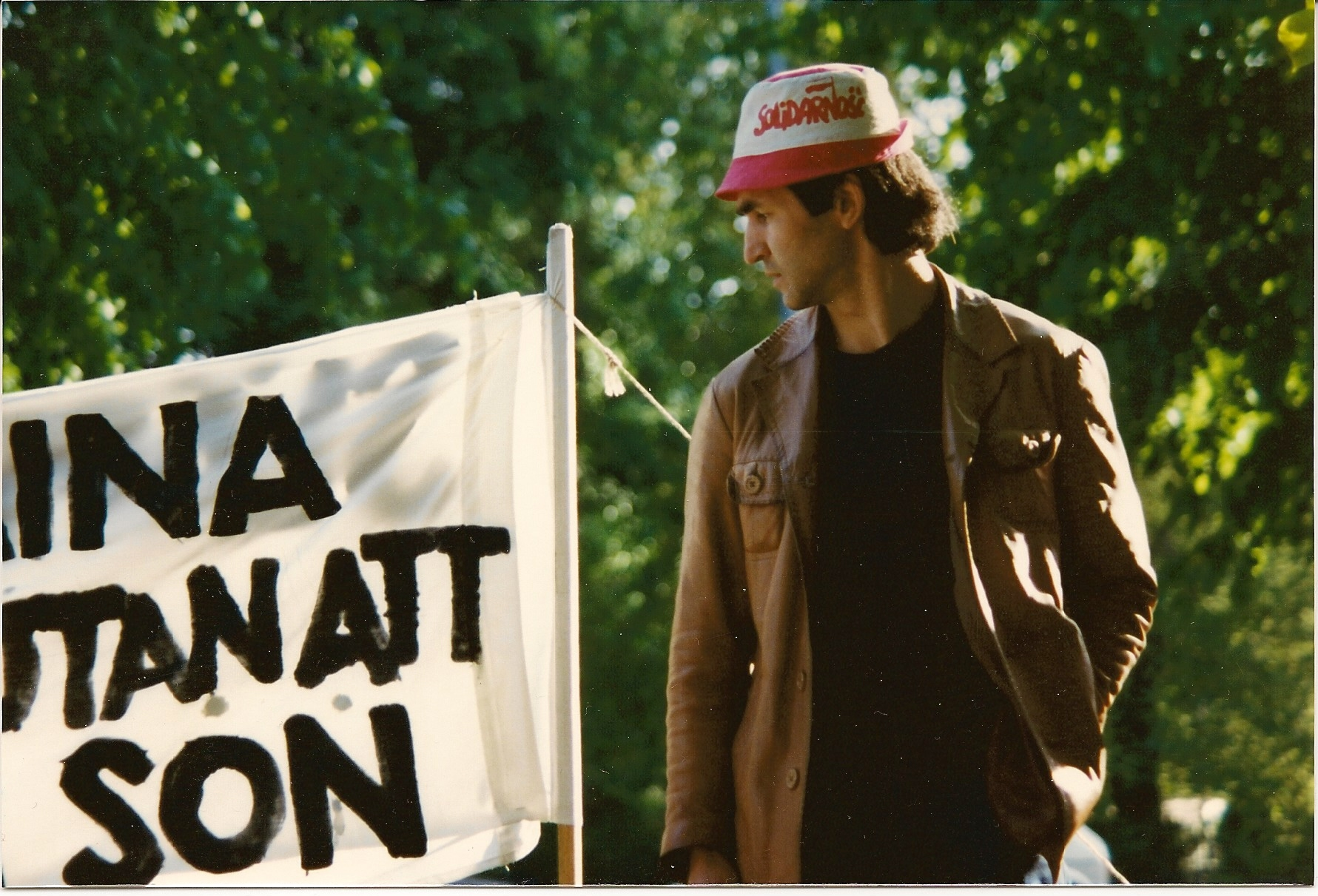
Głodówka przed ambasadą PRL w Sztokholmie (1983)

Około południa wyleciał z Krakowa do Warszawy, aby następnie dojechać pociągiem do Świnoujścia. Przez kontrolę celną przeszedł w marynarce i rozpiętym płaszczu, z materiałami przytwierdzonymi do pleców. Przeprawił się promem do Szwecji. W 1977 opublikował wywiezione dokumenty w książce Czarna Księga Cenzury PRL, wydanej przez wydawnictwo Aneks.
Według źródeł, część „pomarcowych” środowisk polonijnych (Żydzi, którzy w 1968 musieli opuścić Polskę) nie darzyło go zaufaniem, uważając go za osobę niepewną, a nawet podejrzewając o agenturę. W tym czasie, wobec Strzyżewskiego służby w rodzinnym kraju prowadziły dochodzenie, podsłuchiwały rozmowy i śledziły w Szwecji.
Władze PRL ograniczyły możliwość wyjazdu do Szwecji rodzicom Strzyżewskiego, który, w ramach protestu, przyłączył się do głodówki przed ambasadą PRL w Sztokholmie, zorganizowanej przez innych Polaków w podobnej sytuacji.
Jako działacz emigracyjny wspierał Konfederację Polski Niepodległej – prowadził jej Biuro Informacyjne. Publikował w kanadyjskim „Czasie”, „Głosie Polskim”, sztokholmskich „Wiadomościach Polskich”, „Słowie” Kongresu Polaków w Szwecji oraz prasie krajowej: „Przegląd Artystyczno-Literacki”, „Głos”, „Życie”.
Publikacja „Czarnej Księgi Cenzury” przy jej ściśle dokumentacyjnym charakterze przyczyniła się do ujawnienia faktu, metod i zakresu cenzury w PRL.

## Obecnie

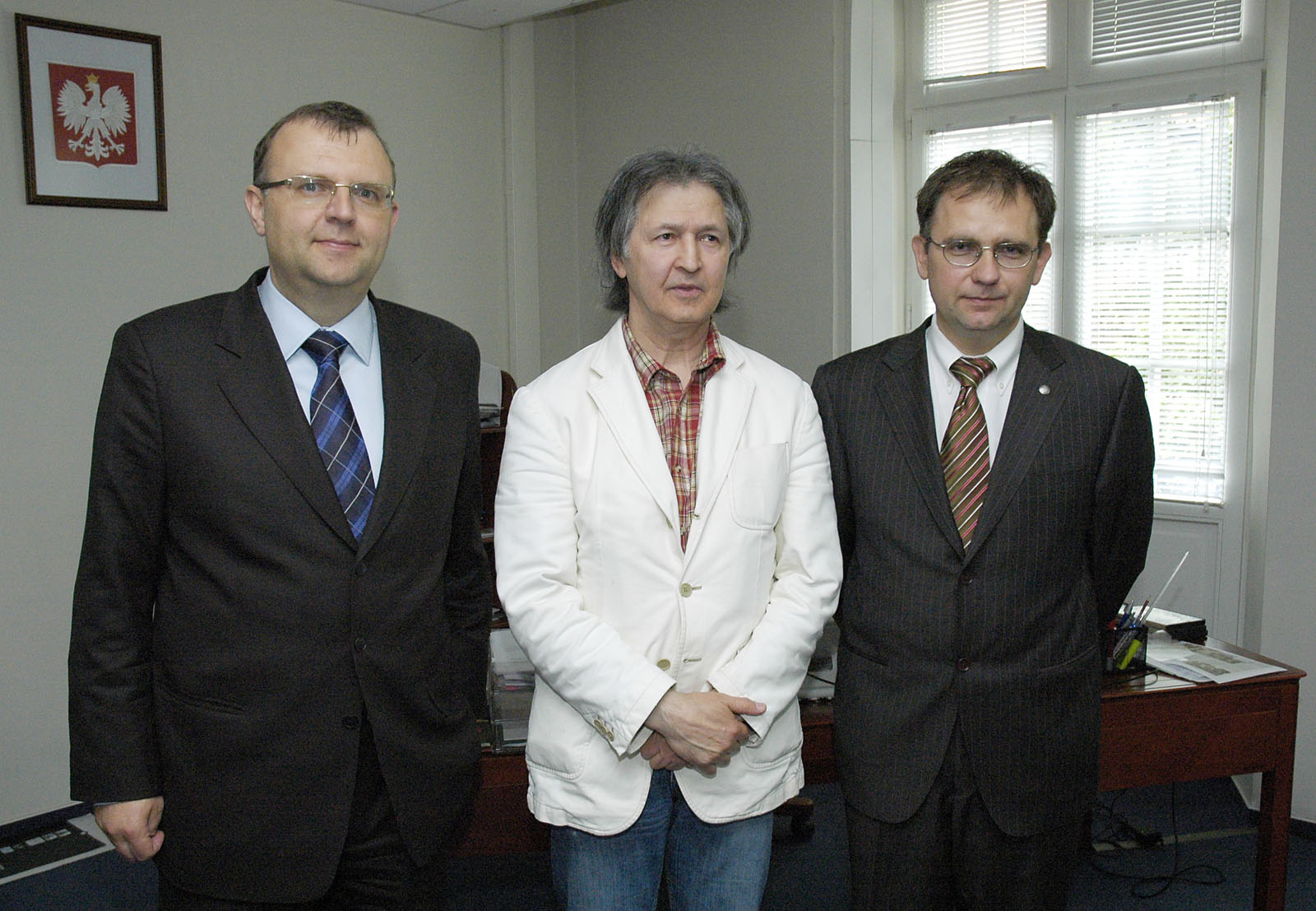
Kazimierz Ujazdowski, Tomasz Strzyżewski, Krzysztof Dudek (2009)

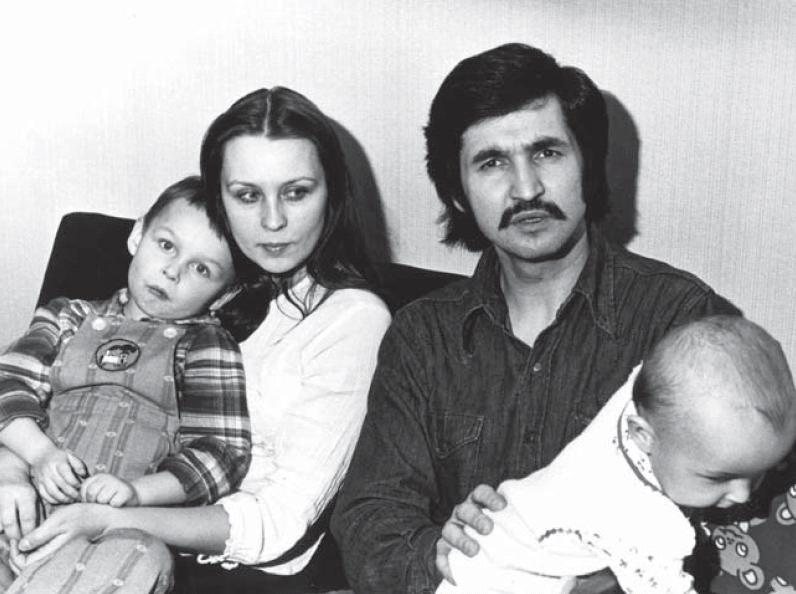
Tomasz Strzyżewski z rodziną w Sztokholmie, lata 80. XX wieku

Jest na emeryturze i mieszka w stolicy Szwecji – Sztokholmie. Jest rozwiedziony. Ma córkę Beatę, która również żyje w Szwecji. Jego syn Tomasz, w 2008 zmarł w wyniku przedawkowania kokainy.
W 2005 otrzymał z Instytutu Pamięci Narodowej status pokrzywdzonego na podstawie zaświadczenia BU Kr III-5532-903/02. W 2006 został odznaczony przez prezydenta RP Lecha Kaczyńskiego, Krzyżem Oficerskim Orderu Odrodzenia Polski.
Zawartość teczek z dokumentami Służby Bezpieczeństwa PRL, ukazującymi proces rozpracowywania Tomasza Strzyżewskiego przez służby bezpieczeństwa PRL są do wglądu w Internecie pod adresem: „archiwum skanów niektórych” Zbigniewa Lisieckiego – skan zawartości teczki Tomasza Strzyżewskiego otrzymanej z IPN.
Był członkiem Stowarzyszenia Wolnego Słowa, ale w 2008 w ramach protestu wycofał swoje członkostwo.
W 2009 miało ukazać się nakładem Narodowego Centrum Kultury nowe, poprawione i uzupełnione wydanie „Czarnej Księgi Cenzury PRL”. Pomimo praktycznie zakończonych prac nad książką, wydawca zakwestionował treść przedmowy napisanej przez Strzyżewskiego, który uznał takie postępowanie za formę cenzury i nie zgodził się na ingerencje w tekście. W rezultacie przedsięwzięcie pod patronatem ministra kultury i dziedzictwa narodowego nie doszło do skutku i druk książki został oficjalnie odwołany.

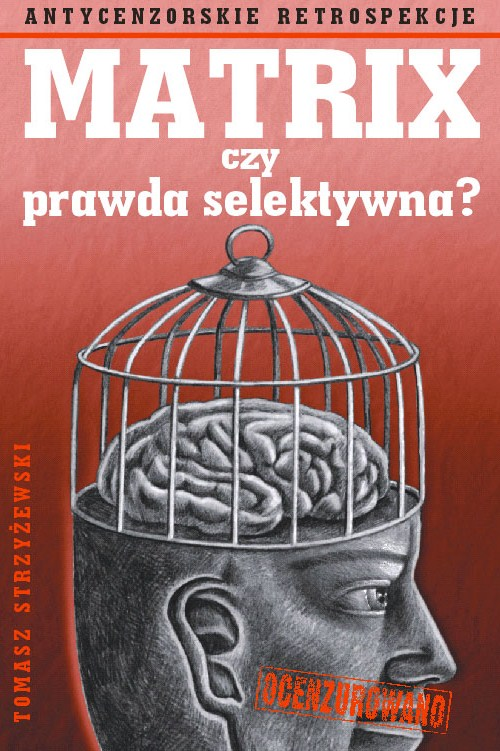
Matrix czy Prawda Selektywna? Antycenzorskie retrospekcje

Dopiero w 2015 Strzyżewski własnymi staraniami opublikował nowe wydanie zatytułowane „Wielka księga cenzury PRL w dokumentach”, poprzez Wydawnictwo Prohibita.

## Wybrane publikacje

### Książki
- Tomasz Strzyżewski, Czarna Księga Cenzury PRL, Wydawnictwo Aneks, Londyn, 1977
- Tomasz Strzyżewski, Matrix czy Prawda Selektywna? Antycenzorskie retrospekcje, Wrocław, Wydawnictwo Wektory, 2006, ISBN 83-922896-3-3.
- Paweł Misior, Ja, Tomasz Strzyżewski (słowo wstępne Andrzej S. Sawicki), Kraków: Léon Bonnet & Co., 1997, ISBN 83-87420-00-X.

### Filmy
- Wielka ucieczka cenzora, reżyseria: Grzegorz Braun, 1999[20]
- Errata do biografii. Tomasz Strzyżewski, reżyseria Grzegorz Braun, 2009[21]

## Odznaczenia
- Krzyż Oficerski Orderu Odrodzenia Polski – 2006[22]

## Dodatkowe źródła i zewnętrzne materiały
- „Orzeł Biały – Na antenie” nr 166/1313, czerwiec 1978: „Rozmowy o cenzurze z Tomaszem Strzyżewskim” prowadzone przez Alinę Grabowską (stenogramy audycji Radia Wolna Europa pt. „Cenzura zdemaskowana!”)
- „Aneks” nr 21/1979, s. 86: Tomasz Strzyżewski – „Zamiast posłowia do »Czarnej Księgi Cenzury PRL«”
- Reader’s Digest” No. 699 July 1980, s. 109 – Tomasz Strzyżewski „Confessions of a Press Censor” oraz w 39 zagranicznych edycjach (w tym 15 nieanglojęzycznych) o 30. milionowym łącznym nakładzie.
- „Życie” nr 233 (1223) z 5 października 2000, s. 9 Tomasz Strzyżewski – „Matrix albo Prawda Selektywna”
- „Życie” nr 81 (1374) z 5 kwietnia 2001, s. 16 Tomasz Strzyżewski – „Demokracja Realna”
- „Przegląd artystyczno-literacki” nr 10(68), ISSN 1230-9745 z października 1997, s. 97. Tomasz Strzyżewski – „Antycenzorskie retrospekcje (1)”
- „Przegląd artystyczno-literacki” nr 1-2(71-72), ISSN 1230-9745 (styczeń-luty) 1998, s. 189. Tomasz Strzyżewski – „Antycenzorskie retrospekcje (2)”